# 松本幸四郎 (第十代)
第十代松本幸四郎（日语：／ Jūdaime Matsumoto Koshirō，1973年1月8日—），本名藤間照薰，1981年襲名第七代市川染五郎（いちかわ そめごろう），又有藝名松本錦升（まつもと きんしょう），歌舞伎演員、演員、舞踊家。日本舞蹈松本流掌門人。市川出生于歌舞伎世家，其父是第二代松本白鸚，其妹是松隆子。

## 演藝生涯
1978年，市川（当时名为松本金太郎）第一次登台参演歌舞伎剧目《侠客春雨散》。同年10月，他在NHK的历史连续剧《黄金岁月》中出演儿童角色。
1981年，市川在歌舞伎剧场主演《忠臣藏》等剧，正式继承“市川染五郎”名称。
1987年，市川主演了话剧《哈姆雷特》，成为史上最年少的哈姆雷特演员。数年后，他又主演了歌舞伎版的哈姆雷特，並到英国访问演出。
1991年，市川从晓星高中毕业，考入国学院大学文学院，但后来中途退学。
1997年，市川参演了由三谷幸喜编导、集结了无数明星的电影《ラヂオの時間 （页面存档备份，存于）》，初次在大银幕上亮相。从此之后，他开始频频出现于影视作品中。
2003年，市川与高中时代的朋友园子结婚。
2005年，長男誕生。
市川主演了两部古装电影大作《阿修罗城之瞳》（泷田洋二郎导演）和《蝉时雨》（黒土三男导演），分别饰演一个斩除鬼怪的痴情歌舞伎演员和一名奋力与命运抗争的武士，其演技获得了广泛的好评。
2007年，長女誕生。
2016年，市川参演精灵宝可梦动画电影《精灵宝可梦：波尔凯尼恩与机巧的玛机雅娜》，担任主角波尔凯尼恩的配音。这是他首次参与动画配音工作。

## 連續劇
- 1978 黃金的日子（黄金の日日）／少年 助左
- 1988 大石内蔵助 ／矢頭衛門七
- 1994 父子鷹 ／勝麟太郎
- 1995 龍（龍-RON-）／押小路 龍
- 1991 悪霊島 ／龍平
- 1991 源氏物語／冷泉帝
- 1999 古畑任三郎 ／第28集 犯人 雅楽
- 2000/01/13-03/23 名牌愛情（BRANDブランド）／神崎 宗一朗
- 2001 火箭男孩 （Rocket Boyロケットボーイ）／田中 武徳
- 2002 馬屁精之男 (ヨイショの男) / 白石 英二
- 2004/01/13-03/22 冰上悍将（PRIDEプライド）／池田 友則
- 2004 龙马来了2004（竜馬がゆく2004）／坂本 竜馬
- 2007 敵在本能寺（敵は本能寺にあり）／明智 佐馬助
- 2008 我的野蠻女友（猟奇的な彼女）／野野村 俊介
- 2008 鬼平犯科帳スペシャル 引き込み女 ／ 井上 玄庵
- 2011 鬼平犯科帳スペシャル 盗賊婚礼 ／ 弥太郎
- 2013 妻は、くノ一（NHK BS時代劇） ／ 雙星 彦馬
- 2022 MY FAMILY（マイファミリー）／阿久津晃

## 電影
- 遥かなる走路（1980年） ／ 豊田 喜一郎（少年時代）
- ラヂオの時間（1997年） ／ 斎明寺 公彦
- 四月物語（1998年） ／ 兄
- 恋の門（2004年） ／ 本屋の店員
- 阿修羅城の瞳（2005年） ／ 病葉 出門
- 蝉しぐれ（2005年） ／ 牧文 四郎
- 今度の日曜日に（2009年） ／ 松元 茂
- 相棒シリーズ 鑑識・米沢守の事件簿（2009年） ／ 天野 達之
- 天地明察（2012年） ／ 宮栖川 友麿

## 電玩
- 決戰II（2001年） ／ 孔明

## 綜藝節目
- からだであそぼ（2006年、NHK教育）
- 謎解き!江戸のススメ（2012年4月 - 9月 、BS-TBS）